# (13647) Rey
(13647) Rey ist ein Asteroid des Hauptgürtels, der am 20. April 1996 vom belgischen Astronomen Eric Walter Elst am La-Silla-Observatorium (Sternwarten-Code 809) der Europäischen Südsternwarte in Chile entdeckt wurde.
Der Asteroid ist nach dem in Genf geborenen Sohn französischer Hugenotten Marc-Michel Rey (1720–1780) benannt, der als Verleger von Amsterdam aus die Verbreitung der Literatur der Aufklärung förderte.